# Cylindromyia hirtipleura
Cylindromyia hirtipleura là một loài ruồi trong họ Tachinidae.